# شتيفان كيسلينغ

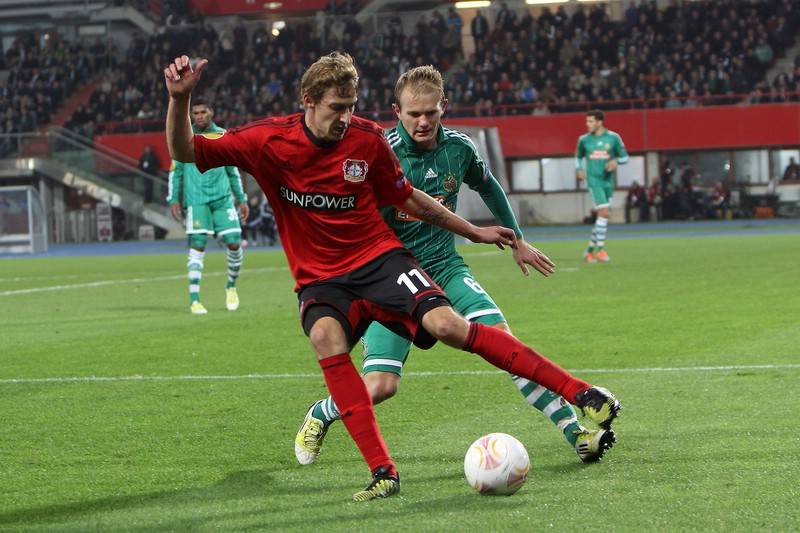
كيسلينغ يلعب ضد نادي رابيد فيينا النمساوي ضمن منافسات الدوري الأوروبي 2012–13

شتيفان كيسلينغ (بالألمانية: Stefan Kießling) من مواليد (25 يناير 1984 في بافاريا) لاعب كرة قدم ألماني سابق لعب لنادي باير ليفركوزن الألماني حتى موسم 2017-18 في مركز مهاجم. وأحرز لقب هداف الدوري في الموسم الخمسين من البوندسليغا.

## مسيرته الكروية
لعب شتيفان كيسلينغ خلال مسيرته الاحترافية مع 3 أندية في ثمانية عشر موسمًا وسجل خلالها 156 هدف ضمن 432 مباراة. ولم يفز بأي موسم بالكأس أو بالدوري.
خاض شتيفان كيسلينغ مسيرته مع 1. FC Nürnberg II ‏ في موسم 2002–03 ولمدة موسمين، مشاركًا في 15 مباراة سجل خلالها 10 أهداف. ثم انتقل إلى نادي نورنبرغ في موسم 2003–04 واستمر معه طيلة ثلاثة مواسم، حيث شارك في 73 مباراة سجل خلالها 15 هدفًا. لينتقل بعدها إلى نادي باير 04 ليفركوزن في موسم 2006–07 ليلعب معه اثنا عشر موسمًا، مشاركًا في 344 مباراة سجل خلالها 131 هدف.

## روابط خارجية
- شتيفان كيسلينغ على موقع الاتحاد الدولي (مؤرشف)  (الإنجليزية)
- شتيفان كيسلينغ على موقع الاتحاد الأوربي (الإنجليزية)
- شتيفان كيسلينغ على موقع قاعدة بيانات كرة القدم.إي يو (الإنجليزية)
- شتيفان كيسلينغ على موقع بيانات كرة القدم. دي إي (الألمانية)
- شتيفان كيسلينغ على موقع ناشيونال فوتبول تيمز (الإنجليزية)
- شتيفان كيسلينغ على موقع Soccerbase.com (لاعب) (الإنجليزية)
- شتيفان كيسلينغ على موقع Soccerway.com (الإنجليزية)
- شتيفان كيسلينغ على موقع عالم كرة القدم.نت (الإنجليزية)
- شتيفان كيسلينغ على موقع AS.com (الإسبانية)